# Khanaqin
Khanaqin (arabă اخانقين‎‎) este un oraș din Irak.